# クイーンズベリー (ニューヨーク州)
クイーンズベリー （英: Queensbury）は、アメリカ合衆国ニューヨーク州の町。ウォーレン郡の郡庁所在地である。人口は2万9169人（2020年）。町内の村であるレイクビレッジの南、アメリカ国道9号線沿にウォーレン郡の郡庁舎がある。元々北に隣接するレイクジョージ町に合った郡庁舎が1963年に現在の場所に移された。クイーンズベリー町はグレンズフォールズ都市圏に属している都市圏名称は「市」であるグレンズフォールズが冠されているが、クイーンズベリーの方が人口は多い。グレンズフォールズの西、北、東の三方を囲んでいる。町名はグレートブリテン及びアイルランド連合王国王ジョージ3世の妻、シャーロット王妃に敬意を表した命名となっている。
シックス・フラッグス社のテーマパークであるグレート・エスケープ&スプラッシュウォーター・キングダムが町の北西部にある。スキー場のウェストマウンテンが南西部にある。

## 歴史
1762年。クイーンズベリー特許の発行によりこの地の開拓が始まり、翌年には「タウンシップ・オブ・クイーンズベリー」と呼ばれる地域にクエーカー教徒開拓者が入ってくるようになった。クエーカー教徒はアメリカ独立戦争の間に一旦去り、1783年にこの地域での敵対行動が無くなると戻ってきた。
1786年、町はクイーンズベリー町として再度設立された。1788年、町域には現在のウォーレン郡全域が含まれていた。1792年、町域の中からフェアフィールド町（現在のレイクルザーン）が作られ、さらに1810年にはコールドウェル町（現在のレイクジョージ町）の一部が離れて、クイーンズベリーの面積を減らした。1908年、クイーンズベリー町の中では最大の村だったグレンズフォールズが市として法人化され、別の自治体となった。クイーンズベリーの人口は1980年の国勢調査以降グレンズフォールズの人口を越えている。
2003年、クイーンズベリーからの許可により、グレンズフォールズ市はクイーンズベリーの土地約49エーカー (0.20 km2) を併合した。この土地はベテランズ・フィールド、あるいはノースウェイ工業団地と呼ばれ、ベテランズ道路のルザーン道路とシャーマン・アベニューの間、州間高速道路87号線のすぐ東にある。その土地は当時空き地だった。併合される土地の一体性に関する州法を満たすために、シャーマン・アベニューの長さ0.5マイル (800 m) の細長い土地がこの併合の一部となった。その結果、グレンズフォールズ市とクイーンズベリー町が道路の所有権を共有する形になっている。
町内にあるサンフォード邸とアサ・ストウワー邸がアメリカ合衆国国家歴史登録財に指定されている。

## 地理
アメリカ合衆国国勢調査局に拠れば、町域全面積は64.81平方マイル (167.9 km2)であり、このうち陸地63.01平方マイル (163.2 km2)、水域は1.80平方マイル (4.7 km2)で水域率は2.78%である。
町の西側境界はレイクルザーン町と接している。南側境界はグレンズフォールズ市との境およびハドソン川で定義され、川の対岸はサラトガ郡である。東側境界はワシントン郡との境である。北側境界はレイクジョージ町との境界であり、少なくとも町とウォーレン郡に拠れば、ジョージ湖そのものの南岸に接している。しかし、アメリカ地質調査所が出版したものなど、幾つかの地図では北側境界の中に湖の一部、スピーカーヘック島やハッピーファミリー島などを含んでいることになっている。
クイーンズベリーの西部と北部の一部はアディロンダック公園の中に入っている。

## 人口動態
以下は2000年国勢調査による人口統計データである。
| 基礎データ - 人口: 25,441 人 - 世帯数: 9,948 世帯 - 家族数: 7,162 家族 - 人口密度: 155.9人/km2（403.8 人/mi2） - 住居数: 11,223 軒 - 住居密度: 68.8軒/km2（178.1 軒/mi2） 人種別人口構成 - 白人: 97.54% - アフリカン・アメリカン: 0.55% - ネイティブ・アメリカン: 0.20% - アジア人: 0.71% - 太平洋諸島系: 0.02% - その他の人種: 0.22% - 混血: 0.76% - ヒスパニック・ラテン系: 1.12% | 年齢別人口構成 - 18歳未満: 25.3% - 18-24歳: 6.1% - 25-44歳: 28.3% - 45-64歳: 25.1% - 65歳以上: 15.2% - 年齢の中央値: 39歳 - 性比（女性100人あたり男性の人口） - 総人口: 92.2 - 18歳以上: 89.4 世帯と家族（対世帯数） - 18歳未満の子供がいる: 34.0% - 結婚・同居している夫婦: 59.1% - 未婚・離婚・死別女性が世帯主: 9.4% - 非家族世帯: 28.0% - 単身世帯: 22.6% - 65歳以上の老人1人暮らし: 11.0% - 平均構成人数 - 世帯: 2.52人 - 家族: 2.97人 | 収入と家計 - 収入の中央値 - 世帯: 47,225米ドル - 家族: 54,880米ドル - 性別 - 男性: 39,260米ドル - 女性: 25,036米ドル - 人口1人あたり収入: 24,096米ドル - 貧困線以下 - 対人口: 5.0% - 対家族数: 3.8% - 18歳未満: 7.4% - 65歳以上: 2.2% |

### 人口の推移
| 年   | 人口（人） | 出典          |
| ---- | ---------- | ------------- |
| 1790 | 1,080      | [ 23 ]        |
| 1800 | 1,435      | [ 24 ]        |
| 1810 | 不明       |               |
| 1820 | 2,433      | [ 25 ]        |
| 1830 | 不明       |               |
| 1840 | 不明       |               |
| 1850 | 5,314      | [ 26 ]        |
| 1860 | 7,146      | [ 26 ]        |
| 1870 | 8,387      | [ 26 ]        |
| 1880 | 9,805      | [ 27 ]        |
| 1890 | 11,849     | [ 28 ]        |
| 1900 | 14,990     | [ 29 ] [ 30 ] |
| 1910 | 2,667      | [ 29 ]        |
| 1920 | 不明       |               |
| 1930 | 3,169      | [ 31 ]        |
| 1940 | 4,199      | [ 32 ]        |
| 1950 | 5,907      | [ 32 ]        |
| 1960 | 10,004     | [ 32 ]        |
| 1970 | 14,506     | [ 12 ]        |
| 1980 | 18,978     | [ 12 ]        |
| 1990 | 22,630     | [ 12 ]        |
| 2000 | 25,441     | [ 22 ]        |
| 2010 | 27,901     |               |
| 2020 | 29,169     |               |

## 町政府
クイーンズベリーは第1級の町であり、町政委員会は1人の町監督官と4人の町政委員で構成されている。町の住人が1981年に、さらに1985年に4つの区からなる区制を設立するよう請願した。この区制の中で、町監督官は町全体から選ばれ、町政委員が各区から選ばれることになる。1985年の住民投票で区制が承認され、1986年に区制で選ばれた最初の町政委員会が開催された。2000年時点で区制を執行している町は、ニューヨーク州932町のなかで10町のみである。町にはその他に倫理委員会、企画委員会、地区割り審査委員会がある。
郡政府であるウォーレン郡監督官会議は20の議席があり、クイーンズベリーはそのうち5議席を割り当てられている。グレンズフォールズ市も5議席、その他の10の町がそれぞれ1議席を割り当てられている。クイーンズベリーの5議席のうち4つは町全体の選挙で選ばれ、残る1議席は町の監督官が兼務している。

## 救急対応
救急呼び出しは9-1-1ダイアルであり、ウォーレン郡通信センターに繋がる。
法の執行など警察機能はウォーレン郡保安官事務所が行っている。これを町内に駐屯所を維持しているニューヨーク州警察が補っている。クイーンズベリーは1982年に警察組織を解隊して以来、警察を持っていない。
町は5つの防火地区に分割されている。すなわちベイリッジ、ノースクイーンズベリー、クイーンズベリー・セントラル、サウスクイーンズベリー、ウェストグレンズフォールズである。各区には少なくとも1つの消防署があり、クイーンズベリー・セントラル、とウェストグレンズフォールズには2つある。
3つの緊急医療サービス地区が病院外救急医療と搬送サービスを行っている。すなわちベイリッジ、ノースクイーンズベリー、ウェストグレンズフォールズの各地区である。最寄りの救急治療室はグレンズフォールズ市内のグレンズフォールズ病院にある。
ニューヨーク州救急管理局の地域事務所がフォックスファーム道路沿いにある。

## 文化
クイーンズベリーでは1964年から1998年までジョージ湖オペラ祭が開催されていた。この期間、875席あるクイーンズベリー高校公会堂を会場に、年間5ないし7の出しものを上演していた。

## 教育

### 公共教育学区
クイーンズベリー町は下記4つの公共教育学区に入っている。
- グレンズフォールズ市教育学区
- ハドソンフォールズ中央教育学区
- レイクジョージ中央教育学区
- クイーンズベリー統合自由教育学区

### 高等教育機関
- ニューヨーク州立大学アディロンダック校[18] – ニューヨーク州立大学システムの一校[47]

## 著名な出身者
- ブレンダン・ハリス - メジャーリーグベースボール選手、シカゴ・カブス他、クイーンズベリーで育った、クイーンズベリー高校卒[48]

## クイーンズベリー町の中の地域社会と場所
- アビエーション・モール – アビエーション道路沿いのショッピングセンター
- ブレイトン – 町の北東部にある小集落[49][21]
- イーストレイクジョージ – 町の北部にある小集落、ワシントン郡フォートアン町の一部を含む。村として法人化を試みたが、2010年の住民投票では成立しなかった[50]
- フロイド・ベネット記念空港 (GFL) – 元はウォーレン郡空港と呼ばれていた空港、町の南東部にある[51]
- フレンチマウンテン – グレン湖の北西にある小集落[49]、その北東に同名の山がある
- グレン湖 – グレンズフォールズノースの北にある湖と小集落
- グレンズフォールズノース – グレンズフォールズとウェストグレンズフォールズの北側境界に沿ってある国勢調査指定地域[52]
- グレート・エスケープ&スプラッシュウォーター・キングダム – クイーンズベリーにあるシックス・フラッグス社のテーマパーク、1954年にストーリータウン USAとしてオープン
- ハリセナ – 町の北部、州道9号線Lにほぼ沿っている小集落[49]、ジョージ湖に接する。アメリカ独立戦争時のスパイ、モーゼス・ハリスにその功績に対して払下げられた[53]
- カッツキルベイ – 町の北東外れにある小集落[51]
- サニーサイド湖 – 町の東中部にある小さな湖と小集落
- オナイダコーナーズ – サニーサイド道路と州道9号線Lとの交差点にある小集落[49]
- パラダイス・ビーチ – グレート・エスケープ&ラウンドポンドの近く、郡道17号線沿いにある小集落[54]
- クイーンズベリー – 町の東部、クイーンズベリーとキングスベリー、フォートアンとの町境にある小集落[55][56]
- ウェストグレンズフォールズ – グレンズフォールズ市の西側に接する小集落と国勢調査指定地域[49][52]
- その他の小集落: ジェンキンスビル、サウスクイーンズベリー、トップ・オ・ザ・ワールド、ウェストマウンテン[49]